# Mher Mkrtchyan (cyclisme)
Pour les articles homonymes, voir Mher Mkrtchyan.
Mher Mkrtchyan, en arménien : Մհեր Մկրտչյան, né le 13 août 1993 à Erevan en Arménie, est un coureur cycliste arménien. Il pratique le cyclisme sur route et le cyclisme sur piste. 

## Biographie
En 2013, il court pour l'équipe italienne Gavardo Techmor.
Il est coureur du Charvieu-Chavagneux IC (DN2) depuis 2016. Il participe aux championnats d'Europe de cyclisme sur piste 2016 en scratch (15e) et à la course aux points. Depuis ce championnat, son entraîneur piste est François Lamiraud.
En 2017, il tente sans succès de mobiliser autour de sa future éventuelle participation aux Jeux olympiques d'été de 2020 en représentation de l'Arménie.

## Palmarès

### Palmarès sur route
- 2009
  - 3e étape du Tour du Mazandaran junior
  - 2e du Tour du Mazandaran junior
- 2010
  - 1re étape du Tour du Mazandaran junior
- 2011
  - 2e du Tour du Mazandaran junior

### Palmarès sur piste
- 2011
  - 2e au championnat du monde junior du scratch
  - 2e au championnat du monde junior de la course aux points
- 2015
  -  Champion d'Arménie de l'omnium[6]
- 2016
  -  Champion d'Arménie de l'omnium[7]